# Schutzverhalten
Als Schutzverhalten werden tierische Verhaltensweisen bezeichnet, die dem Schutz vor Feinden dienen.
Schutzverhalten kann passiv sein wie beispielsweise das Meiden von Feinden oder die Flucht. Das Schutzverhalten kann in aktiver Verteidigung bestehen. Passives und aktives Schutzverhalten können auch nacheinander gezeigt werden.
Viele Verhaltensweisen, die zum Schutzverhalten gehören, sind angeboren, andere erlernt.